# Chin Kar-Lok

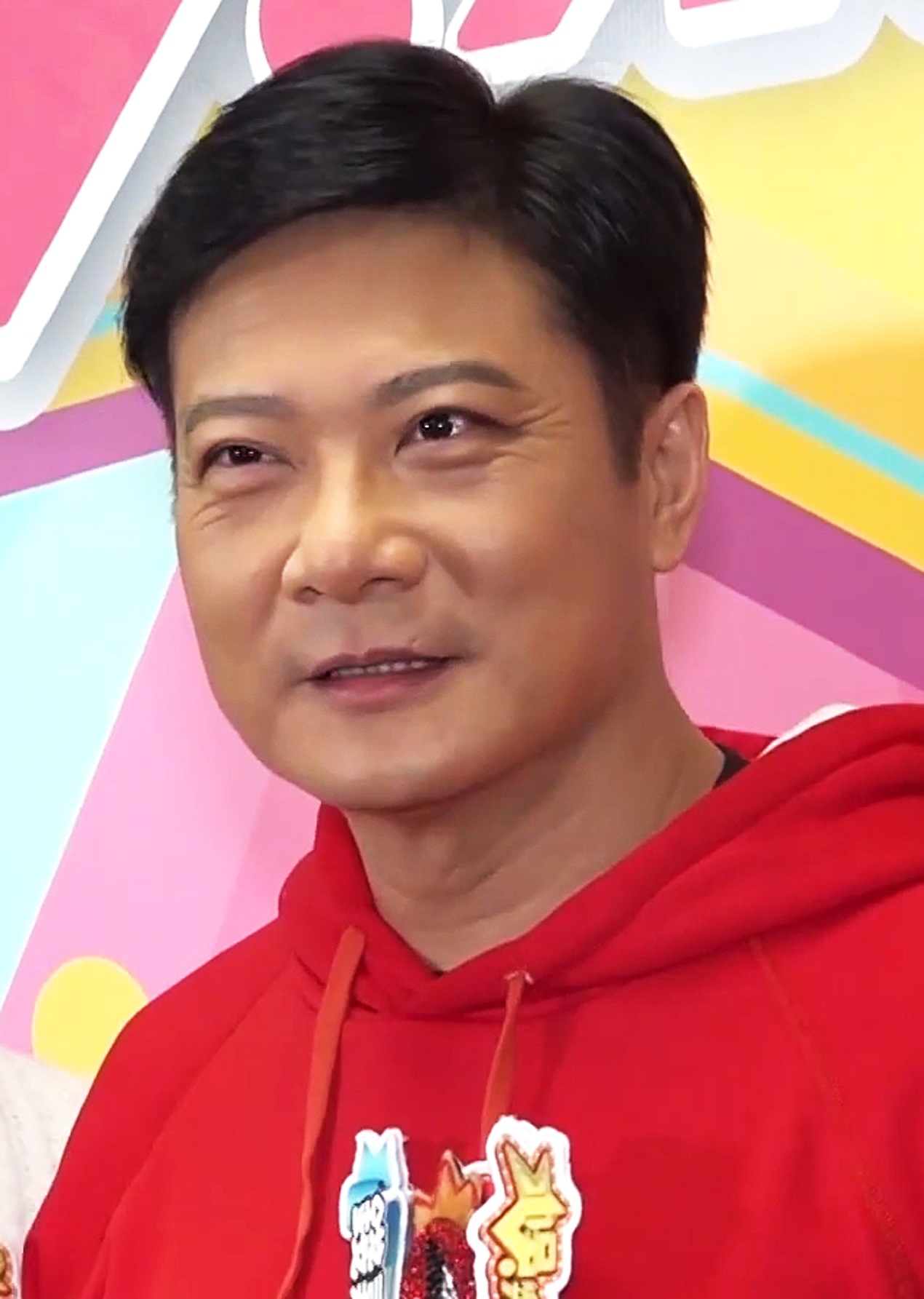
Chin Kar-Lok in 2019

Chin Kar-Lok (Hongkong, 9 augustus 1965, jiaxiang: Guangdong, Sanshui) is een Hongkongse TVB acteur, filmacteur en actiefilmchoreograaf.
Chin was geboren in Hongkong als de jongere broer Chin Siu-Ho. Hij is een oud-lid van Sammo Hungs Stuntman Team. Chin begon op zijn zestiende te werken als stuntman.
In 1985 maakte hij zich bekend in Sammo Hung film Heart of the Dragon als een van Jackie Chans SWAT Team vrienden. Hij deed zelfs wat stuntwerk voor Chan. In 1988 deed Chin in de film Dragons Forever een stunt waarin hij Benny Urquidez een tornado kick in de finale gaf. In hetzelfde jaar verving Kar-Lok zijn broer Siu-Ho in de film Mr. Vampire. Chin heeft zich bewezen als superkicker in films zoals Bury Me High en Operation Scorpio. Na rollen in The Green Hornet en Drunken Master II in 1994, begon hij behalve stuntwerk ook gewoon acteerwerk te doen. In 1997 regisseerde hij zijn enige film Aces Go Places 97.
Behalve in films spelen, speelt hij ook als presentator van Tsang Chi-Wais Super Trio Series. Jerry Lamb en Tsang Chi-Wai zijn de andere presentators.
Chin had vroeger gedatet met Lee San-San. Zij was winnaar van Miss Hong Kong Pageant in 1996, maar de liefde tussen hen was niet lang. Als een fan van auto's en racen, speelde hij in een film als straatracer. Lee San-San speelde ook een rol daarin.
In juli/augustus 2008 was er een roddel dat hij met Angela Tong aan het daten was.

## Filmografie sinds 2003
- Yau Yan Fan Chui (2003)
- Men Suddenly In Black (2003) als koffiewinkelbezoeker
- Heart of Fencing (2003) als schooldirecteur Sheh Chi-Wai 余志偉
- Life Begins At Forty (2003) als Chan Bing-Kei 陳炳基
- One Nite in Mongkok (2004)
- The Academy (2005) als Kok Ming-Cheung 曲明昌
- Drink Drank Drunk (2005)
- Ye Man Pei Kap (2005)
- 2 Young (2005)
- Beauty & The 7 Beasts (2007) als To Lee-Man 杜理文
- Lust, Caution (2007)
- On the First Beat (2007) als Kok Ming-Cheung 曲明昌
- The Drive of Life (2007) als Chan Kar-Lok 陳嘉樂
- The Bullet Vanishes (2012) als Wu Zhongguo 吳忠國
- Cold War (2012) als Vincent Tsui